# August H. Andresen
August Herman Andresen (ur. 11 października 1890 w Newark, zm. 14 stycznia 1958 w Bethesdzie) – amerykański polityk, członek Partii Republikańskiej.

## Działalność polityczna
W okresie od 4 marca 1925 do 3 marca 1933 przez cztery kadencje był przedstawicielem 3. okręgu, a od 3 stycznia 1935 do śmierci 14 stycznia 1958 przez dwanaście kadencji był przedstawicielem reaktywowanego 1. okręgu wyborczego w stanie Minnesota w Izbie Reprezentantów Stanów Zjednoczonych.